# Energia nucleare in Giappone
A giugno 2011, sono presenti in questa nazione 18 centrali nucleari in funzione che dispongono complessivamente di 51 reattori operativi, uno in costruzione e 7 dismessi.
Vi sono anche altre due centrali nucleari chiuse con un reattore ciascuna, Fugen Atr a Tsuruga e JPDR a Oharai (vicino a Mito).

## Storia
La generazione di energia nucleare commerciale inizia in Giappone nel 1966, con il reattore 1 della centrale Tōkai. Quattro anni dopo, nel 1970, vengono inseriti in rete anche i reattori Fukushima Daiichi-1, Mihama-1 e Tokai-1 per un totale di 3,29 TWh e il reattore 1 della centrale di Tsuruga (produzione 0,03 TWh). Anno dopo anno, si aggiungono nuovi reattori, la produzione sale gradatamente, e nel 1980, troviamo 23 reattori in funzione per una produzione di 79,11 TWh, che incide per il 14,5% su una generazione elettrica totale di 546,76 TWh. Dieci anni dopo, nel 1990, I reattori operativi sono 41 per una produzione di 187,19 TWh, che danno il 23,0% sulla generazione totale di 813,35 TWh.
L'apogeo della generazione nucleare viene raggiunta nel 1997 con 51 reattori operativi superando 300 TWh di generazione e la quota del 30% sulla generazione elettrica totale. Questo livello di contribuzione viene mantenuto per 6 anni, fino al 2002, con un primato di 307,59 TWh prodotti nel 2001 da 53 reattori. A fine 2001 il reattore Hamaoka-1 viene fermato per ispezioni, a causa di una riscontrata rottura di uno dei sistemi di sicurezza e non tornerà più in servizio, fino alla decisione del 2009 di decomissionarlo.  Anche l'altro reattore anziano di quella centrale, Hamaoka-2, viene fermato per ispezioni, ma poi torna in servizio, con una produzione marginale nel 2002.

### Scandalo TEPCo del 2002
Nell'aprile 2001 Jun'ichirō Koizumi ottiene la carica di primo ministro ed a fine agosto 2002, il suo governo espone una pervicace tendenza della TEPCo, l'azienda elettrica che serve la regione intorno alla capitale,  a falsificare i dati sulla sicurezza. Sono stati falsificati i dati relativi alle operazioni di manutenzione di 13 reattori dei 17 gestiti dalla azienda (due siti di Fukushima ed un sito di Kashiwazaki-Kariwa), perpetrate già dagli anni ottanta e novanta. Come conseguenza dello scandalo, il 30 settembre 2002, il Presidente, Nobuya Minami e quattro alti dirigenti della società, rassegnano le dimissioni. Inoltre tutti i diciassette reattori della TEPCo sono fermati per una verifica straordinaria, un fermo che prosegue per tutto il 2003 per i reattori Fukushima Daiichi n.1 e n.4, Fukushima Daini n.2, 3 e 4, Kashiwazaki Kariwa n.1, 2 e 3; mentre Fukushima Daiichi n.2 e 5, Fukushima Daini n.1, Kashiwazaki Kariwa n.4 e 5 operano per solo per metà 2003 o meno. Quindi, anche se nel 2003 Hamaoka-2 ritorna in pieno servizio, la conseguenza è che nel 2003, la produzione nucleare crolla a 220,88 TWh, pesando solo per il 22,5% della produzione elettrica globale di 982,15 TWh.
L'anno successivo, i reattori della TEPCo tornano in servizio, più o meno regolare, a parte Fukushima Daiichi n.1 ed un nuovo fermo per il n.6. Restando fermo Hamaoka 1 ed entrando Fugen ATR nella fase di decommissionamento, la produzione nucleare recupera a 273,81 TWh per una quota del 27,1% sulla generazione totale di 1010,47 TWh del 2004. Con alcune oscillazioni, questo livello di grandezza viene mantenuto fino al 2010, dove la quota nucleare scende leggermente al 25,8% a causa della crescita della produzione totale, arrivata a 1085,52 TWh.
Nel marzo 2011 abbiamo il catastrofico terremoto del Tōhoku, ed oltre a causa dei danni subiti da molti reattori, tra cui una perdita totale per i 3 reattori più vecchi della centrale nucleare Fukushima Daiichi, la produzione nucleare subisce un drammatico taglio per la decisione del governo di Naoto Kan di fermare tutti i reattori ancora in servizio, in occasione del loro primo fermo per manutenzione. Quindi, la produzione a fine 2011 risulta ridotta drasticamente a 156,18 TWh, rappresentato principalmente dalla produzione nucleare dei primi 3 mesi dell'anno. Questo taglia al 14,5% il contributo nucleare del 2011 alla produzione elettrica totale giapponese di 1075,39 TWh, contributo che poi crolla sostanzialmente a zero nel 2012 (1,7% da 17,23 TWh), 2013 (1,4% da 13,95 TWh) e 2014 (zero). Nel 2015 abbiamo i primi riavvi (Sendai-1 e Sendai-2) che conseguono in un apporto del 0,6% da 4,35 TWh di energia nucleare a saldo di fine anno..

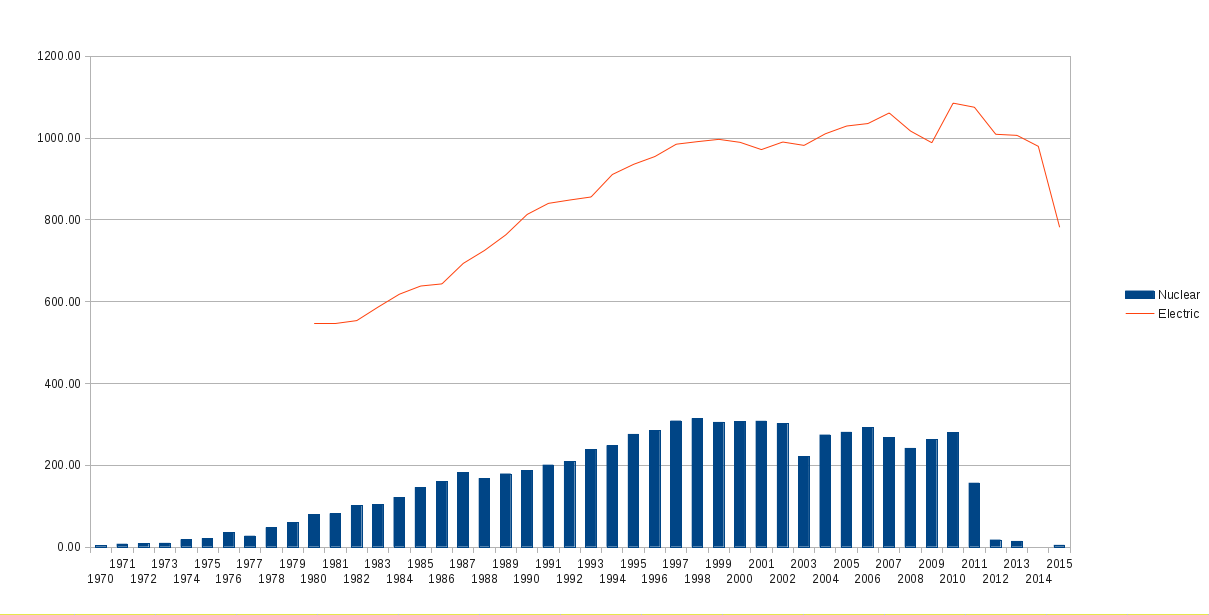
Storico produzione elettrica da energia nucleare in Giappone. La linea rossa rappresenta la produzione elettrica totale a partire dal 1980

### Eventi a seguito del terremoto del Tōhoku del 2011

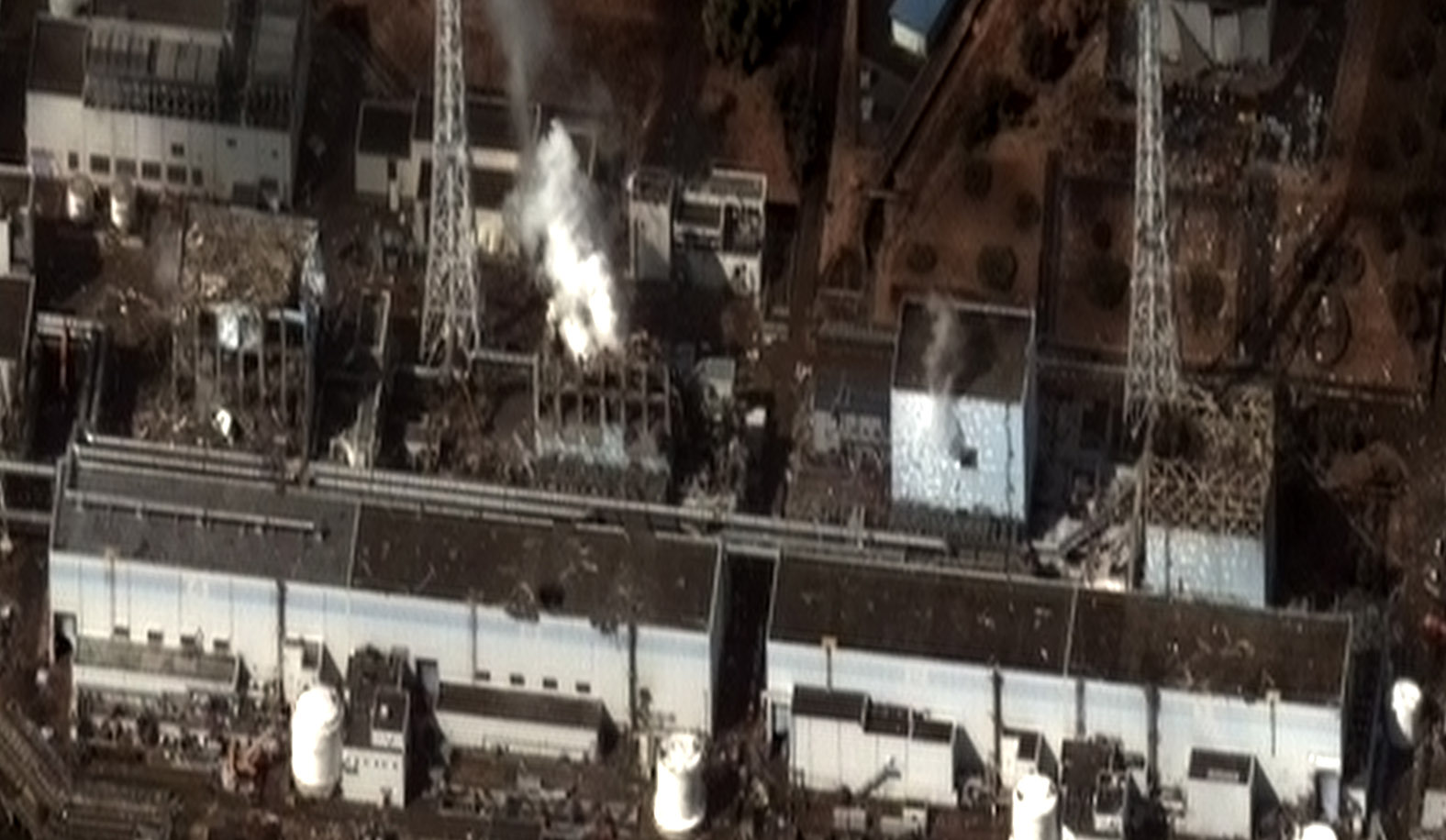
I reattori 1 2 e 3 incidentati (da sinistra a destra) il 16 marzo

Il terremoto del Tōhoku del 2011 ha innescato una serie di incidenti ad alcune centrali nucleari del Giappone e impianti del ciclo del combustibile che hanno portato anche ad esplosioni, parziali fusioni delle barre di combustibile, fuga di materiale radioattivo e contaminazione di aree circostanti l'impianto di Fukushima Dai-ichi (Fukushima I). Sono state coinvolte dagli eventi naturali anche le centrali di Fukushima Dai-ni, Onagawa, Tokai ed il Centro di riprocessamento di Rokkasho con conseguenze minori o nulle sulla sicurezza o l'ambiente.

#### Sospensione del programma nucleare e stress test
Il successivo 6 maggio il premier giapponese Naoto Kan ha chiesto la chiusura temporanea della centrale nucleare di Hamaoka, a sud di Tokyo, in quanto giudicata ad alto rischio sismico. Questa misura avrà lo scopo di provvedere ad aumentare le misure preventive per un evento sismico e conseguente possibile tsunami. A metà maggio 2011, viste anche le continue notizie negative sul fronte della soluzione del disastro, ha deciso di abbandonare i piani per 14 nuovi reattori.
A fine febbraio 2012 erano in funzione solo 3 dei 51 reattori giapponesi (Tomari 3 e Kashiwazaki-Kariwa 6), tutti gli altri reattori sono o incidentati o sono stati spenti per le normali procedure di manutenzione e ricarica del combustibile, ed in attesa del completamento degli stress test (completati solo dai reattori Ohi 3 e 4), non sono stati riavviati per la mancanza dei permessi specifici.

#### Ripercussioni economiche ed energetiche
Il 5 maggio è stato poi spento per le periodiche manutenzioni e la ricarica del combustibile l'ultimo reattore funzionante, quello di Tomari 3, rendendo quindi la nazione per la prima volta dopo 42 anni senza alcun reattore produttivo, oltre a questo, senza i suoi impianti, il Giappone si trova a dover utilizzare altre fonti energetiche per sopperire ai suoi bisogni. Secondo i dati del Japanese Atomic Industry Forum, il paese dovrà affrontare una carenza di elettricità del 12% nell'estate 2012, nel frattempo sono state necessarie ulteriori importazioni di combustibili fossili che stanno costando annualmente circa 40 miliardi $, o 333 $ per persona, mentre le sue emissioni di anidride carbonica sono aumentate a circa il 14% rispetto ai livelli del 1990.

### Il post-Fukushima
Nel 2013 50 reattori nucleari sono stati riavviati e sono tornati in funzione, mentre altri due sono in costruzione. È inoltre in programma la costruzione di nove ulteriori reattori. Al 2014 in Giappone ci sono 48 reattori nucleari funzionanti, 11 reattori in spegnimento permanente e uno in spegnimento a lungo termine.

## Programma nucleare militare
Il programma nucleare militare giapponese, noto come Genzai Bakudan, si sviluppò in due differenti progetti: uno sotto l'egida della Marina imperiale giapponese e l'altro sotto l'egida dell'Esercito imperiale giapponese ma entrambi non arrivarono a compimento prima della sconfitta del Giappone nella seconda guerra mondiale.

## Centrali nucleari
Tutti i dati della tabella sono aggiornati a giugno 2018
| Reattori operativi |
| Totale: 42 reattori per complessivi 39.752 MW |
| Reattori in costruzione |
| Totale: 2 reattori per complessivi 2.653 MW |
| Reattori pianificati ed in fase di proposta |
| Totale programmati: 9 reattori per complessivi 13.000 MW Totale proposti: 3 reattori per complessivi 4000 MW                                                        |
| Reattori dismessi |
| Totale: 18 reattori per complessivi 9.046 MW |
| NOTE: - La normativa in vigore prevede la possibilità di sostituzione e/o aumento del parco reattori al termine del ciclo vitale degli impianti ancora in funzione. |